# Carex aematorrhyncha
Carex aematorrhyncha är en halvgräsart som beskrevs av Nicaise Auguste Desvaux. Carex aematorrhyncha ingår i släktet starrar, och familjen halvgräs.

## Underarter
Arten delas in i följande underarter:
- C. a. aematorrhyncha
- C. a. corralensis